# Dysjön, Ångermanland
Dysjön är en sjö i Kramfors kommun i Ångermanland och ingår i Ångermanälven-Gådeåns kustområde. Sjön har en area på 0,238 kvadratkilometer och ligger 56,1 meter över havet.

## Delavrinningsområde
Dysjön ingår i det delavrinningsområde (698474-159645) som SMHI kallar för Utloppet av Dysjön. Medelhöjden är 124 meter över havet och ytan är 3,08 kvadratkilometer. Det finns inga avrinningsområden uppströms utan avrinningsområdet är högsta punkten. Avrinningsområdets utflöde mynnar i havet. Avrinningsområdet består mestadels av skog (76 procent). Avrinningsområdet har 0,24 kvadratkilometer vattenytor vilket ger det en sjöprocent på 7,7 procent. Bebyggelsen i området täcker en yta av 0,11 kvadratkilometer eller 4 procent av avrinningsområdet.